# Palästinensische Volkskampffront
Die Palästinensische Volkskampffront (Palestinian Popular Struggle Front, جبهة النضال الشعبي الفلسطيني dschabhat an-nidal asch-scha'biyya al-filastiniyya, PPSF oder PSF) ist eine palästinensische Partei und ehemals militante Gruppe.
Die PSF wurde 1969 als Abspaltung von der Fatah gegründet. Sie ist eher links orientiert und hat insbesondere Verbindungen nach Syrien und in den Libanon. Ihre Haltung zum Friedensprozess ist gespalten. Samir Gosheh, der die Organisation bis zu seinem Tode 2009 führte, war Arbeitsminister im Kabinett Arafat. Die PSF ist Mitgliedsorganisation der PLO. Ihr gegenwärtiger Generalsekretär ist Ahmed Majdalani.
Der Einfluss der Gruppierung auf die palästinensische Politik und ihr Rückhalt in der Bevölkerung ist vergleichsweise gering. Bei den Wahlen 2006 erhielt sie 0,7 % der Stimmen; damit ist sie im palästinensischen Legislativrat nicht vertreten.